# Shinkansen Serie 100
Lo Shinkansen Serie 100 è un elettrotreno giapponese per linee veloci (Shinkansen), è in servizio dal 1985.

## Storia
Il treno è frutto della collaborazione tra le più grandi imprese giapponesi del settore, hanno infatti partecipato alla sua costruzione Hitachi, Kawasaki Heavy Industries, Kinki Sharyo, Nippon Sharyo e Tokyu Car Corporation.
La produzione di questi treni iniziò nel 1984, questa serie fu seguente alla Serie 200 sebbene la numerazione sembra far supporre il contrario, questo è dovuto al fatto che in quegli anni le Ferrovie Nazionali Giapponesi assegnavano i numeri di serie pari ai treni che correvano ad est di Tokyo e i dispari ai treni che correvano ad ovest della capitale.
La produzione continuerà fino al 1991, quando verrà dismessa in favore della Serie 300 e Serie 400. Le vetture di questo elettrotreno hanno smesso di circolare sulla linea Tōkaidō Shinkansen dal 2003 mentre sono ancora utilizzate dalla JR West sulla Sanyō Shinkansen.
Negli anni di maggiore utilizzo questi treni arrivavano ad essere composti anche da 12 o perfino 16 vetture, attualmente da alcuni anni sono stati limitati ai servizi più lenti in set da 4 o 6 carrozze.
Il ritiro completo della Serie 100 è avvenuto nel 2012, tuttavia (come da tradizione per gli Shinkansen) due son stati preservati dalla demolizione ed esposti in musei di storia ferroviaria.